# Jacob Ludwig Karl Grimm
Jacob Ludwig Karl Grimm (ur. 4 stycznia 1785 w Hanau, zm. 20 września 1863 w Berlinie) – niemiecki filolog, leksykograf, członek Akademii Nauk w Berlinie, brat Wilhelma Karla Grimma.

## Życiorys
Urodził się w Hanau w rodzinie prawnika Philippa Grimma. Dzieciństwo spędził w Steinau an der Straße. W latach 1798–1802 uczęszczał do gimnazjum Fridericianum w Kassel, od 1802 do 1805 studiował prawo na uniwersytecie w Marburgu. Jego profesorem prawa był Friedrich Carl von Savigny. W 1805 Jacob Grimm odwiedził Savigny’ego w Paryżu, dzięki niemu zapoznał się z pracą w archiwach i uzyskał dostęp do średniowiecznych rękopisów. W roku 1806 wraca do Kassel i zostaje urzędnikiem administracyjnym w sekretariacie kolegium wojennego, które wkrótce zostaje rozwiązane przez francuskich okupantów. Razem z bratem Wilhelmem pracują anonimowo nad zbiorami pieśni Achima von Arnim i Clemensa Brentano. Jako wysłaniec heskiego elektora oraz (później) Prus kilkakrotnie wyjeżdża do Paryża w sprawie zwrotu zagarniętych przez Francję rękopisów. Bierze udział jako sekretarz w Kongresie Wiedeńskim. W roku 1815 odchodzi ze służby w dyplomacji, poświęcając się badaniom starych niemieckich tekstów. Pracuje jako bibliotekarz w bibliotece elektora w Kassel (1816–1829). W 1819 roku zostaje doktorem honoris causa uniwersytetu w Marburgu. W 1842 otrzymał Pour le Mérite za Naukę i Sztukę.
W latach 1830–1837 jest profesorem języka niemieckiego i literatury na uniwersytecie w Getyndze oraz bibliotekarzem w bibliotece uniwersyteckiej. Wraz z Wilhelmem zostają wydaleni z uniwersytetu po podpisaniu rezolucji protestacyjnej, której sygnatariusze (tzw. Göttinger Sieben) domagali się większych swobód obywatelskich. Opuszcza Getyngę i w roku 1841 zostaje profesorem uniwersytetu w Berlinie oraz członkiem Pruskiej Akademii Nauk. W 1842 otrzymuje Pruski Order „Pour le Mérite”. Poświęca się badaniom naukowym i pracy nad słownikiem języka niemieckiego Deutsches Wörterbuch. Przewodniczy zjazdom germanistów niemieckich (1847 i 1848) we Frankfurcie n.M. i w Lubece.W 1848 składa swój mandat posła do zgromadzenia narodowego (Nationalversammlung) i wycofuje się z działalności politycznej.

## Działalność naukowa
Działalność naukowa Jacoba Grimma koncentrowała się na badaniach historii języka niemieckiego i pragermańskiego w porównaniu z innymi językami. Badając teksty niemieckie i nordyckie z różnych okresów historycznych dostrzegł pewne regularne zmiany fonetyczne, do których należy pierwsza przesuwka spółgłoskowa (zwana prawem Grimma, 1822). Jakob Grimm utworzył takie terminy jak: Umlaut, althochdeutsch (język staro-wysoko-niemiecki), mittelhochdeutsch (język średnio-wysoko-niemiecki) itd. Należy do prekursorów językoznawstwa historyczno-porównawczego. Uchodzi też za twórcę filologii niemieckiej (germanistyki) jako nauki. Publikował liczne teksty średniowiecznej literatury niemieckiej: Lieder der alten Edda, Deutsche Sagen (1816–1818). Był autorem dzieł: Deutsche Grammatik (1819–1837, 4 tomy), Deutsche Rechtsaltertümer (1828) i Deutsche Mythologie (1835),  Weisthümer  (7 tomów) (1840–1872), Geschichte der deutschen Sprache (2 tomy) (1848). Osobny rozdział to obszerna (licząca wiele tomów) korespondencja braci Grimm, opracowana przez współczesnych badaczy.

## Słownik Grimmów
W 1838 Jakob i Wilhelm Grimm rozpoczęli pracę nad monumentalnym słownikiem języka niemieckiego Deutsches Wörterbuch, którego pierwszy tom został ukończony w roku 1852 (opublikowany w 1854). Jacob Grimm zdążył opracować cztery tomy: hasła A, B, C, F do Frucht. (Wilhelm opracował tylko literę D).
Dzieło braci Grimm (z większym wkładem Jacoba) ma charakter historyczny, prezentuje historię słownictwa niemieckiego. Powołuje się na wielką ilość tekstów z okresu od Lutra do czasów współczesnych. Bracia Grimm wygrali konkurencję ze strony Daniela Sandersa, który z perspektywy oświeceniowej po ukazaniu się pierwszego tomu poddał słownik Grimmów bardzo szczegółowej krytyce. Jacob Grimm i jego współpracownicy zareagowali na tę krytykę z dużym rozdrażnieniem, nie odpowiadając na poszczególne zarzuty. Bracia Grimm, kierując się romantycznymi ideami zamierzali stworzyć słownik narodowy – w dobie rozbicia regionalnego – dzieło jednoczące naród niemiecki i wzmacniające tożsamość narodową poprzez wskazanie na wspólne językowe dziedzictwo Niemców.
Praca nad słownikiem była kontynuowana od roku 1908 przez Preussische Akademie der Wissenschaften zu Berlin, Akademie der Wissenschaften der DDR i Göttinger Akademie der Wissenschaften. Po roku 1961 opracowano nową wersję słownika (do litery F).
Słownik Grimmów jest największym objętościowo słownikiem języka niemieckiego, liczy obecnie 33 tomy i stanowi ważne źródło do badań nad historią języka niemieckiego.

## Baśnie braci Grimm
Największy rozgłos przyniosło braciom Grimm zebranie i opracowanie baśni ludowych, które jako Baśnie braci Grimm zyskały duży rozgłos zarówno w Niemczech, jak i innych krajach, w których były tłumaczone. Ich zbieranie rozpoczęto w roku 1806. W latach 1812–1815 ukazały się dwa tomy Kinder- und Hausmärchen Jacoba i Wilhelma Grimmów. Większy udział w opracowaniu baśni miał Wilhelm.

## Życie prywatne
Jacob Grimm był kawalerem, nigdy się nie ożenił.